# Föreningen för kvinnans politiska rösträtt i Mora
Föreningen för kvinnans politiska rösträtt i Mora, även kallad Moraföreningen för kvinnans politiska rösträtt, var Moras lokalförening inom Landsföreningen för kvinnans politiska rösträtt (LKPR), bildad 1909. Föreningen var verksam lokalt i Mora och arbetade för införandet av kvinnors rösträtt i Sverige.
Bland aktiviteterna fanns föredrag, samkväm, insamling av medel och förhandlingar om samarbete med andra organisationer. 

## Ordförande
- Ellen Nordenson, 1909–1910
- Eva Berg, 1917–1921